# Les Bambusées
Les Bambusées (abreviado Bambusées) es un libro con ilustraciones y descripciones botánicas que fue escrito por el farmacéutico y botánico francés Edmond Gustave Camus y publicado en París en 2 volúmenes en el año 1913, con el nombre de Les Bambusees : Monographie Biologie Culture Principaux Usages.
Les Bambusées, publicado en dos volúmenes describe los 485 bambús conocidos en su tiempo incluyendo dibujos en tinta de 260 especies.